# Rachanun Mahawan
Rachanun Mahawan (รชานันท์ มหาวรรณ์; nascida em 14 de julho de 2000), também conhecida como Film (ฟิล์ม) é uma atriz e modelo tailandesa. Ela é conhecida por seus papéis em 2gether (2020), Home School (2023), My Precious (2023) e Pluto (2024).

## Educação
Rachanun fez o ensino médio na La Salle School Bangkok. Depois de terminar o ensino médio, ela se matriculou na Universidade de Tecnologia Thonburi do Rei Mongkut (KMUTT). No início de 2023, ela se formou como Bacharel em Tecnologia em Mídia Médica e Científica pela Escola de Arquitetura e Design KMUTT.

## Carreira
Rachanun entrou na indústria do entretenimento após vencer o Go On Girl Star Search da Clean & Clear em 2019. Ela imediatamente assinou com a GMMTV e estreou como convidada na série de televisão Dark Blue Kiss (2019). Em 2020, ela começou a ganhar reconhecimento por seu papel coadjuvante como Earn em 2gether: The Series e reprisou seu papel em Still 2gether (2020) e 2gether: The Movie (2021). Ela desempenhou seu primeiro papel principal como Toon na minissérie The Comments (2021). Mais tarde, ela passou a desempenhar vários papéis em várias séries de televisão.
Em 2023, ela teve seu primeiro grande papel no cinema no filme de romance de amadurecimento My Precious, a adaptação tailandesa do romance taiwanês The Girl We Chased Together in Those Years de Giddens Ko, ao lado de seu colega de elenco de Midnight Series: Dirty Laundry, Korapat Kirdpan (Nanon).
Ela também ganhou maior reconhecimento por seu papel sáfico na série de televisão girls' love Pluto (2024), ao lado de Tipnaree Weerawatnodom (Namtan).

## Filmografia

### Cinema
| Ano  | Título             | Personagem | Notas            |
| ---- | ------------------ | ---------- | ---------------- |
| 2021 | 2gether: The Movie | Earn       | Papel recorrente |
| 2023 | My Precious        | Lin        | Papel principal  |

### Séries de televisão
| Ano  | Título                         | Personagem   | Notas            |
| ---- | ------------------------------ | ------------ | ---------------- |
| 2019 | Dark Blue Kiss                 | Namwan       | Papel convidado  |
| 2020 | Angel Beside Me                | Baitoey      | Papel convidado  |
| 2020 | 2gether                        | Earn         | Papel recorrente |
| 2020 | Still 2gether                  | Earn         | Papel recorrente |
| 2020 | I'm Tee, Me Too                | Looksorn     | Papel convidado  |
| 2021 | The Debut                      | Farn         | Papel recorrente |
| 2021 | The Comments                   | Toon         | Papel principal  |
| 2021 | Not Me                         | Eugene       | Papel recorrente |
| 2022 | The Three GentleBros           | View         | Papel principal  |
| 2023 | Midnight Series: Dirty Laundry | Neon         | Papel principal  |
| 2023 | Double Savage                  | Rungtawan    | Papel principal  |
| 2023 | Home School                    | Maki         | Papel principal  |
| 2023 | Wednesday Club                 | Tam          | Papel principal  |
| 2023 | Last Twilight                  | Gee          | Papel recorrente |
| 2024 | My Precious The Series         | Lin          | Papel principal  |
| 2024 | Ploy's Yearbook                | Ploy Pandara | Papel principal  |
| 2024 | Pluto                          | May          | Papel principal  |
| TBA  | Girl Rules                     | Bambi        | Papel principal  |

## Discografia

### Trilha sonora original
| Ano  | Título                                                                   | Gravadora     |
| ---- | ------------------------------------------------------------------------ | ------------- |
| 2024 | "รักแรก (First Love) (หลิน Version)" (OST de My Precious The Series)       | GMMTV Records |
| 2024 | "เรื่องเล่าของเจ้าหญิง (A Princess' Tale)" (OST de Pluto) com Namtan Tipnaree | GMMTV Records |
| 2024 | "พลูโต (Pluto)" (OST de Pluto) com Namtan Tipnaree                        | GMMTV Records |
| 2024 | "รอนะ (Linger)" (OST de Pluto)                                           | GMMTV Records |